# Ширяєв Олег Вікторович
Ол́ег Ві́кторович Ширя́єв (нар. 28 вересня 1986) — український військовий та громадський діяч, Герой України, майор ЗСУ, позивний «Сірко». Ветеран АТО. З березня 2022 року добровольцем бере участь у відсічі повномасштабного російського вторгнення. Пройшов шлях від простого стрільця до командира 225-го окремого штурмового полку ЗСУ.

## Життєпис

### Ранні роки
Народився у присілку Місцево (на той час Орєхово-Зуєвського району Московської області РРФСР, СРСР). Незабаром після народження Олега його родина переїхала до України.
Після закінчення 11 класів Люботинської загальноосвітньої школи № 4 у 2003 році переїхав до Харкова. Вступив до Харківського національного економічного університету ім. Семена Кузнеця (факультет «Облік і аудит»), де отримав вищу освіту за спеціальністю «Контроль і ревізія» у 2008 році.
З 2007 року — член організації «Патріот України». З січня 2007 до вересня 2008 року працював економістом у АТ «Державний Ощадний банк України». Протягом 2008—2009 років за власним бажанням проходив строкову військову службу у Повітряних силах ЗСУ, де займав посаду командира відділення.
Після демобілізації — з червня 2009 до травня 2012 року — керував відділенням АТ «Державний Експортно-Імпортний банк України» (Харківської Філії). З травня 2012 до липня 2014 року — керівник у комерційному банку «Аксіома» (м. Харків).

### Початок російської збройної агресії. АТО

#### Східний корпус (громадська організація)
Навесні 2014 року — під час вуличних протистоянь у Харкові — разом із однодумцями стояв біля витоків громадської організації «Східний корпус». Активно займався військовою підготовкою.
Керував акціями з протидії сепаратизму та розповсюдженню наркотичних речовин, сприяв затриманню терористів. Під час парламентських виборів 2014 року керував охороною громадського порядку на 217 виборчому окрузі у Києві. 

#### Східний корпус (бойовий підрозділ)
У листопаді 2014 року членам громадської організації «Східний корпус» надійшла пропозиція від Міністерства внутрішніх справ щодо створення на основі активу «Східного корпусу» роти міліції особливого призначення. Бажання перейти на службу до нового підрозділу виявили бійці і з інших добровольчих формувань Харкова.
Командиром створеної в структурі ГУ МВС України у Харківській області 8 листопада 2014 року РПСМОП «Східний корпус» у званні капітана міліції було призначено Ширяєва Олега Вікторовича, який командував підрозділом у 2014-2015 роках. 16 травня 2015 року міністр МВС Арсен Аваков відзначив командира роти вищою нагородою МВС — нагородною зброєю. 

#### Перше відрядження
У лютому 2015 року Олег Ширяєв вирушив у відрядження до зони проведення Антитерористичної операції, де керував підрозділом «Східний корпус» під час операції по звільненню селища Широкине.

#### Друге відрядження
Під час другого відрядження у липні 2015 року «Східний корпус» займав позиції поблизу Гранітного. Олег Ширяєв керував обороною безпосередньо на передньому краї лінії зіткнення з ворогом, за що указом Президента України від 10 жовтня 2015 року був нагороджений медаллю «За військову службу Україні».

#### Замах
11 вересня 2015 року стало відомо про затримання СБУ командира добровольчого підрозділу «Слобожанщина» Андрія Янголенка за підозрою у підготовці вбивств міністра внутрішніх справ України Арсена Авакова, командира «Східного корпусу» Олега Ширяєва, народного депутата України Андрія Білецького та підприємця Всеволода Кожемяко.
В Інтернеті було розміщено відповідні аудіодокази. 12 вересня СБУ провела обшук у квартирі Андрія Янголенка, під час якого було виявлено велику кількість набоїв, ручних гранат та кілька одиниць стрілецької зброї.

### Громадська та благодійна діяльність
20 квітня 2016 року Олег Ширяєв призначений радником губернатора Харківської області зі зв'язків з громадськістю та територіальної оборони на громадських засадах. 23 серпня 2017 року Олег Ширяєв взяв участь у відкритті пам'ятника Іванові Сірку у Харкові. Ширяєв був одним із ідейних натхненників вшанування пам'яті кошового отамана Запорізької Січі у столиці Слобожанщини.
Олег Ширяєв є призером чемпіонатів міського та обласного значення з греплінгу. Був суддею на різних спортивних змаганнях у Харкові.
До 2020 року Ширяєв активно займався організацією спортивних змагань у Харкові та області (турнір «Іду на Ви» з контактного єдиноборства, кубки з міні-футболу). Брав участь в підготовці інструкторів для загонів територіальної оборони.
Завдяки благодійній діяльності Олега Ширяєва ряд дитячих будинків отримали волонтерську допомогу. Їх вихованці мали можливість регулярно відвідувати ініційовані ним благодійні виступи.

### Повномасштабне вторгнення

#### 2022 рік
З березня 2022 року на посаді звичайного стрільця в 228-му батальйоні 127-ї ОБрТрО обороняв Харків в окопних боях — коли ворожі війська були за 5 км від міста. За вмілі дії на полі бою та знання тактики ведення бойових дій помічений командуванням, пройшов атестацію на офіцера і став командиром роти.
Навесні та влітку 2022 року рота під керівництвом Олега Ширяєва стримувала фронт протяжністю 3 кілометри в населеному пункті Питомник та не допустила прориву противника до Харкова. Під час Слобожанського контрнаступу восени 2022 року рота Ширяєва зайняла позиції на кордоні Харківської області поблизу населеного пункту Тернова. Знищували ворожі ДРГ, що намагалися перетнути державний кордон. Почали застосовувати БПЛА для аеророзвідки позицій противника та виявлення ДРГ. За захист Харківщини Олег Ширяєв нагороджений орденом «За мужність» III ступеня

#### 2023 рік
У січні 2023 року — з огляду на вміле командування зведеною ротою — Ширяєв був призначений спочатку командиром 226-го, а з 1 лютого — 225-го батальйону 127 ОБрТРО. На початку березня 2023 року батальйон передано в підпорядкування 56-ї окремої мотопіхотної бригади та переміщено в район Бахмута, де підрозділ воював проти ПВК «Вагнер». Окрім успішних оборонних боїв, українські військові під керівництвом Олега Ширяєва перейшли в контрнаступ і відкинули противника на 8-10 км від Оріхово-Василівки.
За досягнення в контрнаступі у липні 2023 року 225 батальйон перевели зі складу Сил ТРО в Сухопутні війська, а потім зробили 225 Окремим штурмовим батальйоном. За ефективне управління підрозділом під час контрнаступу Олега Ширяєва нагородили орденом Богдана Хмельницького III ступеня.
Брав участь у бойових діях у Макіївці Луганської області з 10 вересня по 2 листопада 2023 року. З 10 грудня 2023 року до 14 лютого 2024 року 225 ОШБ під командуванням Олега Ширяєва брав участь у боях під Горлівкою.

#### 2024 рік
За вміле командування і тактичне розуміння бою наказом міністра оборони України від 6 квітня 2024 року Олег Ширяєв був нагороджений медаллю «Хрест пошани», а також — указом Президента України від 28 червня 2024 року — орденом Данила Галицького.
У 2024 році Олег Ширяєв отримав диплом магістра НАНГУ і професійну кваліфікацію «Офіцер оперативного рівня».

#### Курська операція
З 6 серпня 2024 року 225 окремий штурмовий батальйон бере участь в боях у Курській області. Підрозділ під командуванням Олега Ширяєва був одним із тих, хто був на вістрі атаки на початку Курської операції, одним із перших здійснив прорив російсько-українського кордону.

#### Герой України
30 вересня 2024 року указом Президента України Олегу Ширяєву присвоєно звання Героя України — за особисту мужність та героїзм, виявлені у захисті державного суверенітету та територіальної цілісності України, самовіддану службу українському народові.

#### Переформування батальйону у полк
4 лютого 2025 року 225 ОШБ переформовано у 225-й окремий штурмовий полк (ОШП) Сухопутних військ ЗСУ. Олег Ширяєв призначений на посаду командира полку.

## Критика

### Справа про елеватор
У вересні 2018 року в селі Занки відбулася спроба рейдерського захоплення невідомими озброєними особами елеватора, що належить місцевому фермерському господарству. Нападників затримали. Міністр МВС України Арсен Аваков заявив про «обґрунтовану підозру поліції», що групу зловмисників очолював Ширяєв. Олег Ширяєв публічно заперечив свою причетність до цієї події.
13 вересня 2018 року Ширяєва затримали та взяли під варту. Через 2 місяці він вийшов під заставу. У ніч на 6 липня 2021 року його знову затримали та взяли під варту. Формальною причиною стала начебто неявка до слідчого у справі про елеватор. В березні 2022 року Ширяєва було звільнено на підставі ініціативи Президента.

### Куратор руху «Патріоти— за життя»
19 серпня 2020 року Ширяєв став куратором проєкту «Патріоти — за життя» проросійської партії «ОПЗЖ».
Протягом декількох місяців після початку широкомасштабного вторгнення РФ було ліквідовано дванадцять членів партії «ОПЗЖ». Російські джерела вказують на причетність Олега Ширяєва до зачисток силового блоку «ОПЗЖ», прямо називаючи його українським агентом, впровадженим до заснованої Віктором Медведчуком проросійської партії.

## Нагороди
- звання Герой України з удостоєнням ордена «Золота Зірка» (30 вересня 2024) — за особисту мужність і героїзм, виявлені у захисті державного суверенітету та територіальної цілісності України, самовіддане служіння Українському народові[41]
- Орден Данила Галицького (28 червня 2024) — за особисту мужність, виявлену у захисті державного суверенітету та територіальної цілісності України, самовіддане виконання військового обов'язку[42]
- Орден Богдана Хмельницького I ступеня (29 липня 2025) — за особисту мужність, виявлену у захисті державного суверенітету та територіальної цілісності України, самовіддане виконання військового обов'язку[43].
- Орден Богдана Хмельницького ІІ ступеня (7 травня 2025) — за особисту мужність, виявлену у захисті державного суверенітету та територіальної цілісності України, самовіддане виконання військового обов'язку[44].
- Орден Богдана Хмельницького ІІІ ступеня (24 червня 2023) — за особисту мужність і самовіддані дії, виявлені у захисті державного суверенітету та територіальної цілісності України[19]
- Орден «За мужність» ІІІ ступеня (24 травня 2022) — за особисту мужність і самовіддані дії, виявлені у захисті державного суверенітету та територіальної цілісності України, вірність військовій присязі[45]
- Медаль «За військову службу Україні» (10 жовтня 2015) — за особистий внесок у зміцнення обороноздатності Української держави, мужність, самовідданість і високий професіоналізм, виявлені під час бойових дій та при виконанні службових обов'язків[11]
- Вища відзнака МВС України — нагородна вогнепальна зброя[7]
- Відзнака Президента України — ювілейна медаль «25 років незалежності України» (2016).[46]
- Нагородна зброя від Голови СБУ Василя Малюка[47]
- Відзнака Міністерства оборони України — медаль «Хрест Пошани»[20]